# Calatrava la Vieja
Pour les articles homonymes, voir Calatrava.
Calatrava la Vieja est une ancienne ville médiévale espagnole du royaume de Castille. Fondée par les arabes sous le nom de Qal'at Rabah قلعة رباح (forteresse de Rabah), elle a laissé son nom à la région et à l'ordre de Calatrava. Abandonnée au XVe siècle et aujourd'hui en ruines, elle est située sur le territoire de la commune de Carrión de Calatrava.

## Histoire
Les plus anciennes mentions écrites de la ville datent de 785 et, en 853, en raison de conflits entre les musulmans de Tolède et du Califat de Cordoue, elle fut partiellement détruite. Le site a été reconstruit sous Al-Hakam 1er, frère de Muhammad I. Elle est devenue la capitale de la région. À la chute du califat de Cordoue, les Taïfa de Séville, Cordoue et Tolède participèrent à acquérir Calatrava.
Tolède fut conquise par Alphonse VI de Castille en 1085, et les Almoravides sont arrivés dans la péninsule ibérique un an plus tard. En 1147, Calatrava a été conquise par Alphonse VII, devenant ainsi l'avant-poste chrétien le plus éloigné au cours de cette étape de la Reconquista.
Le château a été placée sous la protection des Templiers, mais cela s'est avéré insatisfaisant, et Sanche III de Castille fit l'offre d'accorder la ville et la forteresse de Calatrava à toute personne qui promettrait de la défendre contre les Maures. 
Encouragé par un moine nommé Diego Velásquez, qui avait été un guerrier auparavant, Saint Raymond de Fitero a relevé ce défi. Sanche lui a accordé le privilège de défendre Calatrava, et Raymond a organisé une armée, avec le soutien de Jean II de Tolède, l'archevêque de Tolède, qui a réussi à empêcher les Maures d'attaquer cet endroit en 1158. À la suite de ce succès, Raymond a décidé de fonder l'ordre de Calatrava.
La ville a été reconquise par les Almohades en 1195, après leur victoire contre Alphonse VIII à la bataille d'Alarcos. Ils l'ont détenue pendant 17 ans, jusqu'en 1212, quand elle a été récupérée lors de la campagne qui a abouti à la Bataille de Las Navas de Tolosa. Après la conquête de Calatrava, il existait des désaccords entre les membres de la coalition chrétienne: ils n'étaient pas d'accord avec l'ordre d'Alphonse VIII du traitement sans cruauté des juifs et des musulmans. Ainsi, plus de 30 000 hommes désertèrent et repassèrent au-nord des Pyrénées.
En 1217, l'ordre de Calatrava a déménagé à Calatrava la Nueva (château de Dueñas), 60 km plus au sud. Ainsi, le site d'origine est devenu connu sous le nom de "Calatrava la Vieja".
Calatrava la Vieja est resté le centre de la concession royale, mais elle a été complètement abandonnée au début du XVe siècle, lorsque le chevalier commandeur de Calatrava a transféré sa résidence à Carrión de Calatrava.

## Protection
Le château de Calatrava la Vieja fait l’objet d’un classement en Espagne au titre de bien d'intérêt culturel depuis le 3 juin 1931.
La zone archéologique fait également l’objet d’un classement en tant que zone archéologique au titre de bien d'intérêt culturel depuis le 28 avril 1992.

## Source
- (en) Cet article est partiellement ou en totalité issu de l’article de Wikipédia en anglais intitulé « Calatrava la Vieja » (voir la liste des auteurs).